# 佐藤信衛
佐藤 信衛（さとう のぶえ、1905年2月8日 - 1989年5月20日）は、日本の哲学者、文芸評論家・同人作家。

## 生涯
茨城県生まれ。1928年東京帝国大学哲学科卒。1937年法政大学講師。三木清とともに『文學界』同人となる。
戦後1951年法政大学教授。1973年退任。

## 著書
- 自然の認識に於ける原理 自然科学の基礎について 鉄塔書院 1932
- 近代科学 現代哲学全集 第12巻 日本評論社 1937
- 文化のため 評論集 日本評論社 1938
- 理知の人 中央公論社 1939
- 冬の一夜 創元社 1939
- 新しい鍵 中央公論社 1940
- 心と形 文芸論集 創元社 1940
- 哲学試論集 創元社 1941
- 国民の進歩 評論集 河出書房 1942
- 近代科学 第2巻 日本評論社 1943
- 岡倉天心 新潮社 1944 (日本思想家選集)
- わが用心 青磁社 1947
- 考 論理学新講 日本評論社 1947
- 西田幾多郎と三木清 中央公論社 1947
- 思索の窓 靖文社 1948
- 今日と明日 白日書院 1948
- めざめる精神 評論選 人文書院 1948
- 考 巻2 科学の方法と分類 日本評論社 1950
- 論理学案内 人は考える 日本評論新社 1956 (社会科学双書)
- 心 梓出版社 2001.4

## 翻訳
- 哲学の原理 デカルト 創元社 1947

## 参考
- 日本近代文学大事典

| スタブアイコン | サブスタブ | この項目は、まだ閲覧者の調べものの参照としては役立たない、人物に関連した書きかけの項目です。この項目を加筆・訂正などしてくださる協力者を求めています（P:人物伝/PJ:人物伝）。 |